# Home Nations Championship 1934
L'Home Nations Championship 1934 (in gallese Pencampwriaeth Rygbi'r Pedair Gwlad 1934) fu la 30ª edizione del torneo annuale di rugby a 15 tra le squadre nazionali di Galles, Inghilterra, Irlanda e Scozia, nonché la 47ª in assoluto considerando anche le edizioni del Cinque Nazioni.
Fu l'Inghilterra, per la diciassettesima volta, ad aggiudicarsi il titolo, impreziosito nell'ultima giornata da Grande Slam, Triple Crown e Calcutta Cup grazie alla vittoria sulla Scozia a chiusura di una campagna che vide gli inglesi subire solo sei punti, frutto di due mete.
Il valore delle marcature, come stabilito dall’IRFB nel 1905, era: 3 punti per ciascuna meta (5 se trasformata), 3 punti per la realizzazione di ciascun calcio piazzato o mark, 4 punti per la realizzazione di ciascun drop.

## Nazionali partecipanti e sedi
| Squadra     | Città           | Impianto interno      |
| ----------- | --------------- | --------------------- |
| Galles      | Cardiff Swansea | Arms Park St. Helen's |
| Inghilterra | Londra          | Twickenham            |
| Irlanda     | Dublino         | Lansdowne Road        |
| Scozia      | Edimburgo       | Murrayfield           |

## Risultati
| Arbitro: | Frank Haslett |

|  |    |                 |
|  | mt | Meikle (2) Warr |

| Arbitro: | Harold Day |

|         |      |                |
| Logan   | mt   | Cowey (2) Rees |
|         | tr   | Jenkins (2)    |
| Ritchie | c.p. |                |

| Arbitro: | Malcolm Allan |

|        |    |                |
| Morgan | mt | Fry (2) Meikle |
|        | tr | Gregory (2)    |

| Arbitro: | Barry Cumberlege |

|                   |      |                      |
| Crawford Dick (2) | mt   | O'Connor Russell (2) |
| Shaw (2)          | tr   |                      |
| Allan             | c.p. |                      |

| Arbitro: | Billy Burnet |

|                       |    |  |
| Cowey Fear V. Jenkins | mt |  |
| V. Jenkins (2)        | tr |  |

| Arbitro: | Frank Haslett |

|              |    |      |
| Booth Meikle | mt | Shaw |

## Classifica
| Pos | Squadra     | G | V | N | P | PF | PS | DP  | Pt |
| --- | ----------- | - | - | - | - | -- | -- | --- | -- |
| 1   | Inghilterra | 3 | 3 | 0 | 0 | 28 | 6  | +22 | 6  |
| 2   | Galles      | 3 | 2 | 0 | 1 | 26 | 15 | +11 | 4  |
| 3   | Scozia      | 3 | 1 | 0 | 2 | 25 | 28 | −3  | 2  |
| 4   | Irlanda     | 3 | 0 | 0 | 3 | 12 | 42 | −30 | 0  |